# عضلة معينية صغيرة
العضلة المعينية الصغيرة (Rhomboid minor muscle) هي، في علم تشريح الإنسان، عضلة تصل عظم الكتف بالفقرات.